# Принцип Анны Карениной
Принцип Анны Карениной — в общественных науках описывает ситуации, когда успех какого-либо проекта, замысла или дела возможен лишь при одновременном наличии целого ряда факторов и, следовательно, отсутствие хотя бы одного из таких факторов обрекает всё предприятие на неудачу. Принцип был популяризирован в книге Джареда Даймонда «Ружья, микробы и сталь», в которой он исследовал географические, культурные, экологические и технологические факторы, приведшие к доминированию западной цивилизации во всем мире.
Название принципа основывается на известном афоризме Льва Толстого, открывающем роман «Анна Каренина»:
Все счастливые семьи похожи друг на друга, каждая несчастливая семья несчастлива по-своему.

## Применение и примеры

### История
Даймонд в книге «Ружья, микробы и сталь» использует этот принцип для иллюстрации того, почему столь немногочисленны примеры одомашнивания диких животных в человеческой истории: достаточно отсутствия лишь одного необходимого фактора, чтобы животное не поддавалось одомашниванию. Одновременное же сочетание всех необходимых факторов является скорее исключением.
Он приводит шесть необходимых составляющих, без которых одомашнивание станет невозможным:
- Рацион. Кандидат на одомашнивание должен быть неприхотлив в еде. Чересчур разборчивые животные заведомо непригодны: уж слишком много возни требует существо, питающееся, например, исключительно финиками.
- Скорость роста. Животное должно расти достаточно быстро, чтобы его разведение было экономически целесообразным. Например, человеку, вознамерившемуся разводить слонов, пришлось бы ждать 12 лет до достижения слоном зрелости.
- Проблемы с размножением в неволе. Некоторые животные никак не хотят плодиться в искусственных условиях. Так самцу гепарда в своей естественной среде приходится преследовать самку несколько дней, чтобы спровоцировать у неё овуляцию. В связи с этим гепарды, заметно превосходящие собак в качестве охотничьих животных, с большим трудом поддаются разведению.
- Злобность. Некоторые виды ведут себя чересчур недружелюбно, чтобы быть хорошим кандидатом на одомашнивание. В частности, зебра была бы отличным кандидатом, если бы не её строптивый нрав.
- Склонность к панике. Разные виды по-разному реагируют на опасность. Животные, немедленно бросающиеся в бегство при первой угрозе, едва ли удобны для содержания в хозяйстве.
- Социальная структура. Независимые индивидуалисты — также плохие кандидаты. Лучше всего подходят для разведения животные с чётко определённой социальной иерархией и способные принять человека за вожака.

### От физиологии до экономики
Александр Горбань использует «принцип Анны Карениной» при анализе самого широкого круга кризисных явлений — в физиологии от кризисов адаптации при смене климатических условий до динамики послеоперационной смертности онкологических больных, в экономике от банковских крахов до смены спадов и подъёмов на финансовых рынках. В своей работе Горбань и его коллеги исследуют адаптацию различных систем к внешней среде. На основе анализа корреляций между факторами и их вариации авторы отмечают, что в благополучные периоды системы ведут себя одинаково, в моменты же кризиса поведение начинает разниться. Иными словами, авторы перефразируют афоризм Толстого следующим образом: «Все хорошо приспособленные системы похожи, все неприспособленные системы не справляются с адаптацией каждая по-своему», — и добавляют: «Это кажется парадоксальным, но когда различие между системами возрастает, они одновременно становятся более скоррелированными».
Таким образом, «в хаосе дезадаптации возникает порядок»: в периоды кризиса возрастают одновременно и разброс (системы становятся более «непохожими», размер облака данных растёт), и корреляции (размерность облака данных падает). Теория эффекта основана на понятии адаптационной энергии, введённом Г. Селье в 1930-е гг. На основе этого дополненного «принципа Анны Карениной» создан метод корреляционной адаптометрии. В экономике он применяется для анализа различных объектов: от отдельных предприятий до национальных банковских систем. В физиологии подход Горбаня успешно используется различными авторами при сравнительном анализе адаптации в различных ситуациях, в норме и патологии, и от физиологии человека до адаптации растений.
Владимир Арнольд в своей книге «Теория катастроф» описывает т. н. «Принцип хрупкости хорошего», который, в известном смысле, дополняет «Принцип Анны Карениной». «Хорошие» системы должны одновременно обладать целым рядом свойств, а потому более хрупки, чем плохие:
  … для системы, принадлежащей особой части границы устойчивости, при малом изменении параметров более вероятно попадание в область неустойчивости, чем в область устойчивости. Это проявление общего принципа, согласно которому всё хорошее (например, устойчивость) более хрупко, чем плохое. По-видимому, все хорошие объекты удовлетворяют нескольким требованиям одновременно, плохим же считается объект, обладающий хотя бы одним из ряда недостатков. 
Основатель PayPal Питер Тиль начинает свою книгу «Zero To One» со ссылки на «принцип Анны Карениной», демонстрируя следствие в бизнесе: «Все счастливые компании разные, все несчастные компании похожи» (о том, что им не удалось избежать «идентичности», или конкуренции).
Дуейн Мур описывает применение «принципа Анны Карениной» в области экологии: успешные оценки экологического риска все одинаковы, каждая неудачная оценка экологического риска терпит неудачу по-своему. «Принцип Анны Карениной» также относится к оценке экологического риска с множественными стрессорами.